# Prix Birgit-Nilsson
Le prix Birgit-Nilsson (Birgit Nilsson Prize) est un prix dans le domaine de la musique classique créé en 2009, décerné tous les trois ans environ par la fondation Birgit Nilsson, qui vise à récompenser des « réalisations exceptionnelles et des contributions majeures au monde de l’opéra et/ou du concert ».

## Histoire
Le prix Birgit-Nilsson est décerné par la fondation Birgit Nilsson, créée par la cantatrice suédoise éponyme. Il vise à récompenser des « réalisations exceptionnelles et des contributions majeures au monde de l’opéra et/ou du concert »,.
Il est décerné pour la première fois en 2009 et remis depuis lors tous les trois ans environ. Initialement destiné à honorer des chanteuses ou chanteurs lyriques, des chefs d'orchestre ou des institutions actives dans le domaine de l'opéra, il est étendu depuis 2019 aux musiciens instrumentistes. La même année, la fondation Birgit Nilsson est transférée à l’Académie royale suédoise de musique à Stockholm,.
Le prix Birgit-Nilsson est associé à une récompense d'un million de dollars, ce qui en fait le prix le plus richement doté du monde dans le domaine de la musique classique.

## Lauréats
En 2009, le premier lauréat du prix Birgit-Nilsson est le ténor espagnol Plácido Domingo,.
En 2011, le prix est décerné au chef d'orchestre italien Riccardo Muti,.
En 2014, le prix revient à l'Orchestre philharmonique de Vienne,.
En 2018, le prix est décerné à la soprano suédoise Nina Stemme,.
En 2022, le prix revient au violoncelliste américain Yo-Yo Ma, premier instrumentiste récompensé,.
En 2025, le festival d'Aix-en-Provence est lauréat, « pour honorer sa réussite artistique exceptionnelle et sa volonté d'élaborer et de commander de nouvelles productions d'opéra ».